# Pacific League

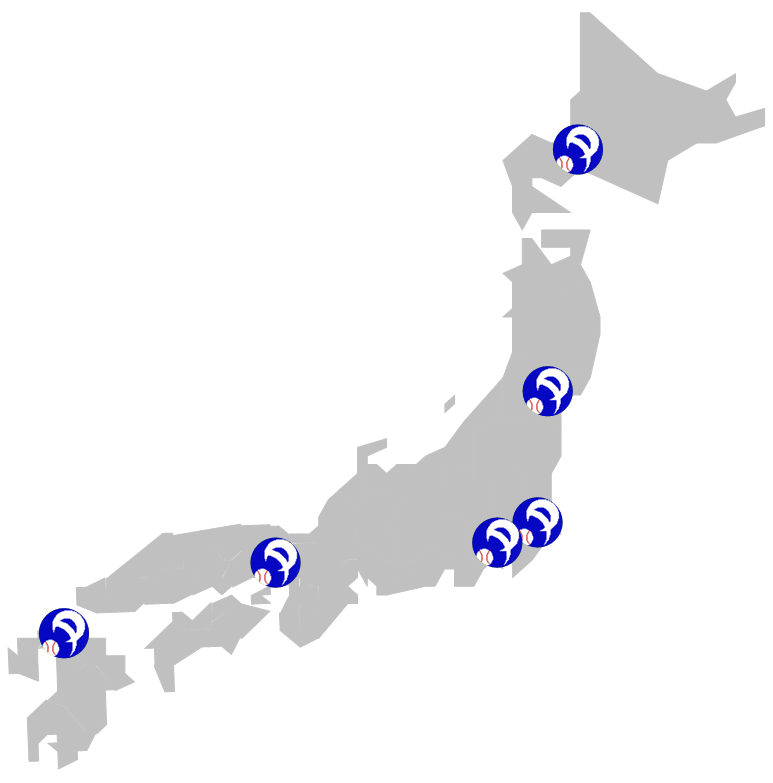
Spielorte der Pacific League

Die Pacific League (jap. パシフィック・リーグ, Pashifikku Rīgu) oder Pa League (パリーグ, Pa Rīgu) ist eine von zwei japanischen Profi-Baseball-Ligen.
Die Sieger der jeweiligen Climax Series der Pacific League und Central League spielen in der Nippon Series den japanischen Baseball-Meister aus.

## Geschichte
Die Liga wurde im Jahr 1949 unter dem Namen Taiheiyō Yakyū Renmei (太平洋野球連盟, „Pazifischer Baseballverband“) mit sieben Teams gegründet. Erster Präsident war Nagata Masaichi (1906–1985). Im Jahr 1980 erhielt die Liga ihren gegenwärtigen Namen.
Von 1954 bis 1956 bestand die Liga aus acht Mannschaften, seit 1958 sind es durchgehend sechs. Zwischen 1973 und 1982 und ab 2004 wurde die Teilnahme an der Nippon Series anders als in der Central League in Playoffs ausgetragen. Seit 2007 entscheidet in beiden Ligen die Climax Series über die Teilnahme.

## Modus
Trotz des Namens, der eine geografische Aufteilung vermuten lässt, kommen die Mannschaften aus allen Landesteilen. Die sechs Teams spielen von April bis September in (derzeit) 140 Spielen einen Meister aus. Die drei Erstplatzierten spielen in der Climax Series, deren Sieger in der Nihon Series (Japan Series) gegen den Vertreter der Central League in sieben Spielen um die japanische Meisterschaft antreten darf.

## Teams
| Team                         | Frühere Namen | Heutiger Spielort |
| ---------------------------- | --- | ----------------- |
| Fukuoka SoftBank Hawks       | Nankai Hawks (1950–1988) Fukuoka Daiei Hawks (1989–2004)                                                                                        | Fukuoka           |
| Chiba Lotte Marines          | Mainichi Orions (1950–1957) Mainichi Daiei Orions (1958–1963) Tōkyō Orions (1964–1968) Lotte Marines (1969–1991)                                | Chiba             |
| Saitama Seibu Lions          | Nishitetsu Clippers (1950) Nishitetsu Lions (1951–1972) Taiheiyō Club Lions (1973–1976) Crown Lighter Lions (1977–1978) Seibu Lions (1979–2007) | Tokorozawa        |
| Orix Buffaloes               | Hankyū Braves (1950–1988) Orix Braves (1989–1990) Orix BlueWave (1991–2004)                                                                     | Kōbe / Osaka      |
| Hokkaidō Nippon Ham Fighters | Tōkyū Flyers (1950–1953) Tōei Flyers (1954–1972) Nittaku Home Flyers (1973) Nippon Ham Fighters (1974–2003)                                     | Sapporo           |
| Tōhoku Rakuten Golden Eagles | seit 2005 | Sendai            |

### Historische Teams
| Team                       | Frühere Namen                                                                           | letzter Spielort         | Auflösung                           |
| -------------------------- | --------------------------------------------------------------------------------------- | ------------------------ | ----------------------------------- |
| Daiei Unions               | Daiei Stars (1950–1956)                                                                 | Kōrakuen-Stadion, Tokio  | 1958 Fusion mit den Mainichi Orions |
| Osaka Kintetsu Buffaloes   | Kintetsu Pearls (1950–1958) Kintetsu Buffalo (1959–1961) Kintetsu Buffaloes (1962–1998) | Osaka Dome, Osaka        | 2005 Übernahme durch Orix BlueWave  |
| Takahashi Unions (ab 1954) | Tombow Unions (1955)                                                                    | Kawasaki Kyūjō, Kawasaki | 1957 Fusion mit den Daiei Stars     |

## Sieger
Sieger der regulären Saison:
- 2020 Fukuoka Softbank Hawks
- 2019 Saitama Seibu Lions
- 2018 Saitama Seibu Lions
- 2017 Fukuoka Softbank Hawks
- 2016 Hokkaidō Nippon Ham Fighters
- 2015 Fukuoka Softbank Hawks
- 2014 Fukuoka Softbank Hawks
- 2013 Tōhoku Rakuten Golden Eagles
- 2012 Hokkaidō Nippon Ham Fighters
- 2011 Fukuoka Softbank Hawks
- 2010 Fukuoka Softbank Hawks
- 2009 Hokkaidō Nippon Ham Fighters
- 2008 Saitama Seibu Lions
- 2007 Hokkaidō Nippon Ham Fighters
- 2006 Hokkaidō Nippon Ham Fighters*
- 2005 Fukuoka SoftBank Hawks*
- 2004 Fukuoka Daiei Hawks*
- 2003 Fukuoka Daiei Hawks
- 2002 Seibu Lions
- 2001 Kintetsu Buffaloes
- 2000 Fukuoka Daiei Hawks
- 1999 Fukuoka Daiei Hawks
- 1998 Seibu Lions
- 1997 Seibu Lions
- 1996 Orix BlueWave
- 1995 Orix BlueWave
- 1994 Seibu Lions
- 1993 Seibu Lions
- 1992 Seibu Lions
- 1991 Seibu Lions
- 1990 Seibu Lions
- 1989 Kintetsu Buffaloes
- 1988 Seibu Lions
- 1987 Seibu Lions
- 1986 Seibu Lions
- 1985 Seibu Lions
- 1984 Hankyu Braves
- 1983 Seibu Lions
- 1982 Seibu Lions
- 1981 Nippon Ham Fighters
- 1980 Kintetsu Buffaloes
- 1979 Kintetsu Buffaloes
- 1978 Hankyu Braves
- 1977 Hankyu Braves
- 1976 Hankyu Braves
- 1975 Hankyu Braves
- 1974 Lotte Orions
- 1973 Nankai Hawks
- 1972 Hankyu Braves
- 1971 Hankyu Braves
- 1970 Lotte Orions
- 1969 Hankyu Braves
- 1968 Hankyu Braves
- 1967 Hankyu Braves
- 1966 Nankai Hawks
- 1965 Nankai Hawks
- 1964 Nankai Hawks
- 1963 Nishitetsu Lions
- 1962 Toei Flyers
- 1961 Nankai Hawks
- 1960 Daimai Orions
- 1959 Nankai Hawks
- 1958 Nishitetsu Lions
- 1957 Nishitetsu Lions
- 1956 Nishitetsu Lions
- 1955 Nankai Hawks
- 1954 Nishitetsu Lions
- 1953 Nankai Hawks
- 1952 Nankai Hawks
- 1951 Nankai Hawks
- 1950 Mainichi Orions

* 2004 bis 2006 galt der Sieger der Play-offs als Pacific-League-Meister, danach wieder der Sieger der regulären Saison.

## Gewinner der Climax Series
- 2020 Fukuoka Softbank Hawks
- 2019 Fukuoka Softbank Hawks
- 2018 Fukuoka Softbank Hawks
- 2017 Fukuoka Softbank Hawks
- 2016 Hokkaidō Nippon Ham Fighters
- 2015 Fukuoka Softbank Hawks
- 2014 Fukuoka Softbank Hawks
- 2013 Tōhoku Rakuten Golden Eagles
- 2012 Hokkaidō Nippon Ham Fighters
- 2011 Fukuoka Softbank Hawks
- 2010 Chiba Lotte Marines
- 2009 Hokkaidō Nippon Ham Fighters
- 2008 Saitama Seibu Lions
- 2007 Hokkaidō Nippon Ham Fighters

Die Playoffs 2004 bis 2006 trugen noch nicht den Namen Climax Series. In diesen Jahren gab es nur in der Pacific League diese Playoffs.
- 2006 Hokkaidō Nippon Ham Fighters
- 2005 Chiba Lotte Marines
- 2004 Seibu Lions